# Hôtel de Mazan
L'hôtel de Mazan est un hôtel situé à Riez, en France.

## Localisation
L'hôtel est situé sur la commune de Riez, dans le département français des Alpes-de-Haute-Provence.

## Historique
L'édifice est classé au titre des monuments historiques en 1988.